# Gija Joseon

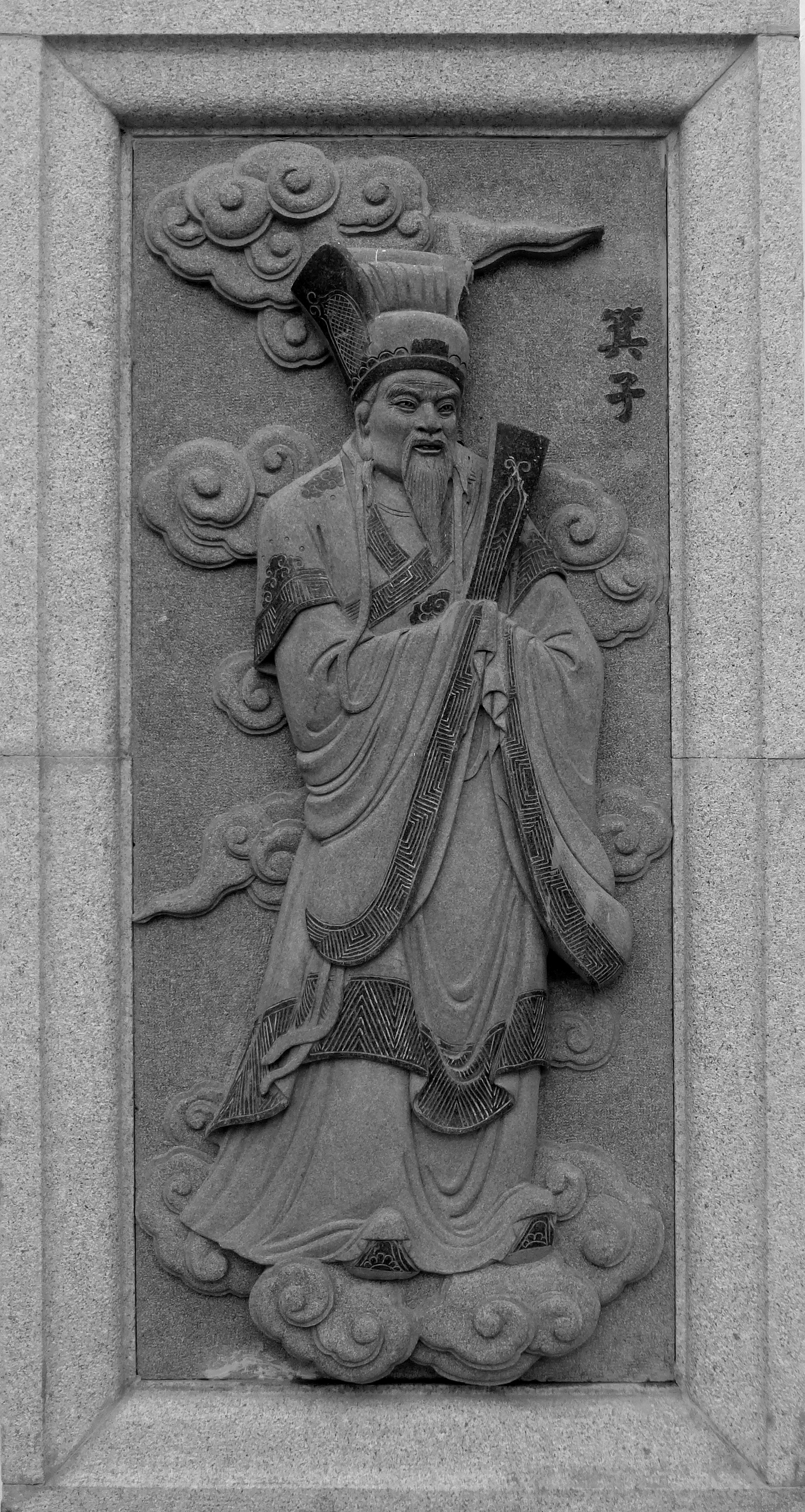
Gija

Gija Joseon (1120–194 a.C.) fu una dinastia che regnò su Gojoseon, fondata dal saggio Jizi (Gija), membro della casa reale della dinastia Shang cinese.

## Comprensione prima del XX secolo

### Cronache cinesi
Le cronache cinesi prima della dinastia Qin descrivono Gija (箕子) come lo zio paterno (o, in altre cronache, il fratello) dell'ultimo re della dinastia Shang, il tiranno Zhou, ma non contiene menzioni circa la relazione di re Zhou con Gojoseon. Gija fu imprigionato dal tiranno fino alla caduta del regno Shang, quando Wu di Zhou lo liberò.
Le cronache scritte dopo la dinastia Qin, quando la dinastia Han e Gojoseon erano in guerra, aggiunsero che Gija guidò 5000 persone ad est dell'odierna Pechino, come scritto nella sezione "Geografia" del Libro degli Han (sebbene alcuni, soprattutto in Cina, ritengono che si sia spostato nell'odierna Corea), e divenne il re fondatore di Gija Joseon. Nel Shi Ji di Sima Qian, Gija è menzionato nella seguente frase:

### Storiografia coreana
Nessuna fonte coreana contemporanea esiste per Gija Joseon, e le fonti più antiche prodotte in Corea erano della dinastia Goryeo. La cronaca più antica coreana circa Gija Joseon può essere ritrovata nel Samguk yusa:

## L'opinione di Shin Chaeho
Shin Chaeho disse che Gija Joseon (323-194 a.C.) si riferisce al presunto periodo di Beonjoseon, uno dei Tre Stati Confederati di Gojoseon, dopo che il marchesato di Joseon del clan Gi fu invaso da Yan come mostrato nelle cronache di Weilüe. I resoconti tradizionali cinesi indicano che l'antenato di Gihu, Gija, era lo stesso Jizi (entrambi scritti come 箕子 in Hanzi/Hanja).
Secondo il Joseon sangosa di Shin Chaeho, Beonjoseon iniziò a disintegrarsi dopo che il suo re fu ucciso da un ribelle dello Stato cinese di Yan attorno al 323 a.C. Con ciò, i cinque ministri di Beonjoseon iniziarono a contendersi il trono. Il marchese di Joseon del clan Gi si unì a questo conflitto, ed emerse vittorioso come nuovo re di Beonjoseon, sconfiggendo i rivali per il trono. Stabilì Gija Joseon, chiamato così dal suo antenato Gija. Durante Gija Joseon, il re godeva di un forte potere sovrano. Nel 94 a.C., Gija Joseon cadde dopo che il re Jun fu spodestato da Wiman, che stabilì Wiman Joseon al suo posto.

## Controversia sulla corrispondenza di Gija con Jizi
Lo storico coreano Kim Jung-bae afferma che l'associazione tra Jizi e Joseon è errata. Egli ritiene che l'esistenza di Gija Joseon come Stato fondato da Jizi fu inventata durante la dinastia Han. Successivamente afferma che gli Annali di bambù, e i Dialoghi di Confucio, che sono il testo più antico esistente che si riferisca a Jizi, non dicono alcunché riguardo alla sua fuga a Gojoseon. Similarmente, lo Shiji, scritto poco dopo la conquista di Wiman Joseon da parte della dinastia Han, non fa riferimento a Joseon nella sua discussione riguardo a Jizi e non fa riferimento a Jizi nella sua discussione riguardo a Joseon.
Secondo diverse fonti, gli antichi coreani affermavano che Gija venisse dalla dinastia Zhou, ma non vi sono evidenze archeologiche a supportare un coinvolgimento dei cinesi.

## Sovrani
| #  | Ritratto | Latinizzato    | Hanja/Hangul                           | Periodo di regno     | Commenti |
| -- | -------- | -------------- | -------------------------------------- | -------------------- | --- |
| 1  |          | Gija (箕子)    | 文聖大王 （문성대왕?）                 | 1122 a.C.－1082 a.C. | Fondatore del regno. Si dice fosse parente dell'ultimo re della dinastia Shang. Scrisse le Paljojigyo ("Otto proibizioni"). Si dice abbia creato il Jeongjeonje (井田制), una legge agricola. Fu nominato Wangsugeung (王受兢) come Sasa (士師), l'equivalente di un giudice. Era descritto come un discendente di Cho Myung, tredicesimo discendente di re Wu di Xia. Si dice che Cho Myung visse a Pyongyang. |
| 2  |          | Re Song (松)   | 莊惠王（장혜왕?）                      | 1082 a.C.－1057 a.C. | Si dice abbia fondato un jongmyo (宗廟) |
| 3  |          | Re Sun (詢)    | 敬孝王（경효왕?）                      | 1057 a.C.－1030 a.C. | |
| 4  |          | Re Bak (伯)    | 恭贞王（공정왕?）                      | 1030 a.C.－1000 a.C. | Si dice abbia svecchiato le classi degli ufficiali e creato il loro abbigliamento (公服) |
| 5  |          | Re Ch'un (椿)  | 文武王（문무왕?）                      | 1000 a.C.－972 a.C.  | Si dice abbia stabilito diverse unità di misura per suono, lunghezza, volume e peso. Stabilì una guardia reale di 7000 uomini. Creò un calendario. |
| 6  |          | Re Ye (禮)     | 太原王（태원왕?）                      | 972 a.C.－968 a.C.   | |
| 7  |          | Re Jang (莊)   | 景昌王（경창왕?）                      | 968 a.C.－957 a.C.   | |
| 8  |          | Re Ch'ak (捉)  | 兴平王（흥평왕?）                      | 957 a.C.－943 a.C.   | Coniò una nuova moneta. |
| 9  |          | Re Jo (調)     | 哲威王（철위왕?）                      | 943 a.C.－925 a.C.   | Si dice abbia allevato numerosi cavalli. |
| 10 |          | Re Sak (索)    | 宣惠王（선혜왕?）                      | 925 a.C.－896 a.C.   | Favorì le attività agricole. Stabilì istituzioni educative chiamate Hyeonyangwon per acculturare uomini saggi esperti in sei arti: calligrafia, rituali, cavalcatura dei cavalli, tiro con l'arco, musica e matematica. Installò un qing per le persone per riportare i loro lamenti. |
| 11 |          | Re Sa (師)     | 谊襄王（의양왕?）or 諠讓王 （훤양왕?） | 896 a.C.－843 a.C.   | Creò fardelli per le persone che si occupavano di costruzioni. |
| 12 |          | Re Yum (炎)    | 文惠王（문혜왕?）                      | 843 a.C.－793 a.C.   | Creò una legge per sfamare i suoi sudditi. Insegnò i Sangang Wuchang. |
| 13 |          | Re Wul (越)    | 盛德王（성덕왕?）                      | 793 a.C.－778 a.C.   | Bandì i rituali per i fantasmi malvagi. |
| 14 |          | Re Jik (職)    | 悼怀王（도회왕?）                      | 778 a.C.－776 a.C.   | |
| 15 |          | Re U (優)      | 文烈王（문열왕?）                      | 776 a.C.－761 a.C.   | Creò pagaie per barche trattando bene Kamkachal (甘加察). Kamkachal era un prigioniero a quei tempi. |
| 16 |          | Re Mok (睦)    | 昌国王（창국왕?）                      | 761 a.C.－748 a.C.   | |
| 17 |          | Re P'yung (平) | 武成王（무성왕?）                      | 748 a.C.－722 a.C.   | Al momento di salire al trono, era troppo giovane, quindi sua madre governò come regina reggente. Costituì un'armata navale e costruì diverse navi. |
| 18 |          | Re Gwul (闕)   | 贞敬王（정경왕?）                      | 722 a.C.－703 a.C.   | Sfamò i suoi sudditi comprando il riso dagli Stati di Qi e Lu con moneta fatta vendendo ferro, rame, pesce e sale. |
| 19 |          | Re Hwe (懷)    | 乐成王（낙성왕?）                      | 703 a.C.－675 a.C.   | Andò in ogni contea, assunse grandi ufficiali e licenziò i più incompetenti. Raccomandò buone azioni punendo quelle cattive. Altresì, sfamò i suoi sudditi. Si dice che il re abbia decapitato il mudang Yeongwoon (鈴雲), descritto come malvagio. |
| 20 |          | Re Jon (存)    | 孝宗王（효종왕?）                      | 675 a.C.－658 a.C.   | Stabilì istituzioni chiamate Jeyangwon per sollevare le persone in lutto e gli orfani. Punì la corruzione decapitando. Formò il Baksagwan, che decise importanti questioni circa affari statali e militari. Inviò Seonwooik allo Stato di Qi per imparare le tattiche militari del duca Huan di Qi. Inviò regali al capo tribale di Xianbei.                                                                    |
| 21 |          | Re Hyo (孝)    | 天老王（천효왕?）                      | 658 a.C.－634 a.C.   | Fu convinto dal cattivo ufficiale Baekilchong a costruire un padiglione decorato con pietre preziose nelle montagne. Mandò dichiarazioni funerarie per la morte del duca Huan di Qi. |
| 22 |          | Re Yang (襄)   | 修道王（수도왕?）                      | 634 a.C.－615 a.C.   | A Baekilchong fu dato ampio potere a corte e ufficiali onesti furono licenziati. Tentò di trovare gli immortali. Assassinò persone che provarono ad assassinare Baekilchong. |
| 23 |          | Re Ha (遐)     | 徽襄王（휘양왕?）                      | 615 a.C.－594 a.C.   | Uccise Baekilchong. Raccolse tasse da case e mercati. |
| 24 |          | Re Ch'am (參)  | 奉日王（봉일왕?）                      | 594 a.C.－578 a.C.   | Il giovane re era agli arresti domiciliari, dopo che suo zio fu ucciso da Gongsunkang. |
| 25 |          | Re Geun (勤)   | 德昌王（덕창왕?）                      | 578 a.C.－560 a.C.   | Salì al trono dopo aver spodestato Gongsunkang, che fu ucciso. Si dice fosse un buon re. |
| 26 |          | Re Sak (朔)    | 寿圣王（수성왕?）                      | 560 a.C.－519 a.C.   | Si dice abbia ricevuto tributi da Ezo (Hokkaido). Formò il Jonhyongwan. |
| 27 |          | Re Yö (藜)     | 英杰王（영걸왕?）                      | 519 a.C.－503 a.C.   | Uccise l'ufficiale Hwang Yi Jang (媓彛長) accusato di corruzione bollendolo. Conquistò le terre dei barbari del nord. |
| 28 |          | Re Gang (岡)   | 逸民王（일민왕?）o 逸聖王（일성왕?）   | 503 a.C.－486 a.C.   | Istituì istituzioni educative al fine di insegnare la pietà filiale, il commercio e l'agricoltura. |
| 29 |          | Re Hon (混)    | 济世王（제세왕?）                      | 486 a.C.－465 a.C.   | Bandì segretamente il commercio con Qi e Lu. |
| 30 |          | Re Pyuk (璧)   | 清国王（청국왕?）or 靖國王（정국왕?）  | 465 a.C.－432 a.C.   | Aggiunse un'istituzione alla corte che dava onesti pareri ai misfatti. |
| 31 |          | Re Jing (澄)   | 导国王（도국왕?）                      | 432 a.C.－413 a.C.   | Accadde una grande rivolta, in cui 36 contee furono coinvolte. Il re fu esiliato a Hyolgu (identificato con Ganghwado). La capitale fu ristabilita dopo due anni. |
| 32 |          | Re Chok (隲)   | 赫圣王（혁성왕?）                      | 413 a.C.－385 a.C.   | Mandò ispettori a verificare i misfatti nelle aree rurali. |
| 33 |          | Re Seup (謵)   | 和罗王（화라왕?）                      | 385 a.C.－369 a.C.   | Combatté lo Stato di Yan, vincendo. |
| 34 |          | Re Ha (賀)     | 说文王（설문왕?）                      | 369 a.C.－361 a.C.   | Istituì il Bakmungwan per formare studiosi colti. Fu invaso dallo Stato di Yan. |
| 35 |          | Re Hwa (華)    | 庆顺王（경순왕?）                      | 361 a.C.－342 a.C.   | In risposta a una chiamata di aiuto da parte dei barbari settentrionali per aiutare contro l'invasione di Yan, mostrò un immenso successo contro lo stesso, prendendone la fortezza. |
| 36 |          | Re Hu (詡)     | 嘉德王（가덕왕?）                      | 342 a.C.－315 a.C.   | Tentò l'invasione di Yan, ma fu scoraggiato nel farlo. |
| 37 |          | Re Uk (煜)     | 三老王（삼로왕?）                      | 315 a.C.－290 a.C.   | I barbari del nord mandarono un musicista. |
| 38 |          | Re Suk (釋)    | 显文王（현문왕?）                      | 290 a.C.－251 a.C.   | Selezionò 200 studenti saggi. Arò personalmente la terra. Fece riti ancestrali in onore di Dangun. |
| 39 |          | Re Yun (潤)    | 章平王（장평왕?）                      | 251 a.C.－232 a.C.   | Furioso per non aver inviato tributi, andò in guerra, ma perse. |
| 40 |          | Re Bu (否)     | 宗统王（종통왕?）                      | 232 a.C.－220 a.C.   | Si dice abbia arrestato ladri arruolando persone ben istruite in legge. |
| 41 |          | Re Jun (準)    | 哀王（애왕?）                          | 220 a.C.－195 a.C.   | Si dice abbia aiutato Gaozu di Han inviando truppe contro le forze di Zhou. |